# ریشه‌ویک
ریشه‌ویک (به هلندی: Rijswijk) یک منطقهٔ مسکونی در هلند است که در بورن (هلند) واقع شده‌است. ریشه‌ویک ۳۶۰&nd نفر جمعیت دارد.